# Adolf (Manga)
Adolf (jap. アドルフに告ぐ, Adorufu ni Tsugu, übersetzt „Mitteilung an Adolf“) ist eine Manga-Serie des bekannten Zeichners Osamu Tezuka. Die Krimiserie erschien von 1983 bis 1985 in etwa 1.250 Seiten und wurde für eine erwachsene Leserschaft gezeichnet. Tezuka verbindet in dem Werk fiktive Figuren und Handlungsstränge mit historischen Begebenheiten um Adolf Hitler im Zweiten Weltkrieg. Eine Neuauflage erschien 2022 als Die Geschichte der 3 Adolfs.

## Handlung
Das Corpus Delicti von Adolf ist ein geheimes Dokument, das die jüdische Abstammung Adolf Hitlers belegen soll. Es taucht während der Olympischen Sommerspiele 1936 in Berlin auf und findet später den Weg nach Japan. Die Hauptpersonen Sohei Toge (japanischer Sportreporter), Adolf Kamil (deutscher Jude im japanischen Exil) und Adolf Kaufmann (Deutsch-Japaner) werden im Laufe der Geschichte in eine gefährliche Jagd nach diesem Dokument verwickelt.
1936 kommt der japanische Sportjournalist Sohei Toge zur Berichterstattung zu den Olympischen Spielen nach Berlin. Als er wegen einer wichtigen Nachricht zu seinem Bruder Isao geht, findet er dessen Wohnung in Unordnung und seinen Bruder tot auf einem Baum an der Straße. Seine Leiche verschwindet bei der Polizei und niemand will Isao je in Deutschland gesehen haben. Als Sohei Nachforschungen anstellt, wird er selbst von der Gestapo verhaftet, verhört und gefoltert. Man will von ihm wissen, welche Informationen er von seinem Bruder erhalten hat. Nachdem er in Ohnmacht gefallen ist, wacht er im Zimmer der jungen Renate auf. Gemeinsam mit dieser begibt er sich erneut auf die Suche nach Hinweisen, auch nach dem Gestapo-Offizier, der ihn gefoltert hat. Sucht er ihn auf dem Reichsparteitag in Nürnberg noch vergeblich, kann Sohei ihn in seinem Hotel zufällig finden. Er erfährt, dass Renate eigentlich Rosa Lampe heißt, die Tochter des Gestapo-Offiziers ist und ihm bestimmte Dokumente abnehmen sollte. Daraufhin fragt er sie aus, kann aber nur erfahren, dass Isao für Hitler gefährliche Dokumente hatte. Rosa stürzt sich nach einer Nacht mit Sohei vom Hotelfenster in den Tod.
Zur gleichen Zeit freunden sich in Kōbe in Japan der jüdische Bäckersohn deutscher Abstammung Adolf Kamil und der jüngere Deutsch-Japaner Adolf Kaufmann an. Kaufmann kann nicht verstehen, dass sein Vater, der beim deutschen Konsulat arbeitet, ihm den Umgang mit Kamil verbietet. Am selben Tag wird Herr Kaufmann von einem Ermittler der Polizeipräfektur Hyōgo über den Mord an einer Geisha befragt. Sie wurde ein halbes Jahr zuvor stranguliert in einem Wäldchen gefunden. Herr Kaufmann streitet jede Verbindung zu dem Vorfall ab, ist jedoch in Wirklichkeit der Täter. Auch seine Frau Yukie verdächtigt ihn.
Als Kamil eines Tages ein Treffen seines Vaters mit anderen Juden belauscht, erfährt er von einem Dokument, das beweist, dass Adolf Hitler jüdischer Abstammung ist. Da er es niemandem erzählen darf, aber seine Unruhe deswegen besänftigen will, schreibt er es auf einen Zettel, den er in einem Baum versteckt. Zu dieser Zeit erfährt Kaufmann, dass er in Deutschland auf die Adolf-Hitler-Schule (AHS) gehen soll. Er jedoch weigert sich und will lieber in Japan bleiben. Herr Kaufmann wird von der Gestapo informiert, dass die Dokumente, die in einer von fünf Wagner-Büsten enthalten sind und wegen derer er die Geisha ermordete, wahrscheinlich in den Händen der Juden in Kobe sind. Er macht sich auf die Suche nach den Dokumenten, wird aber in einem Unwetter mit Überschwemmungen schwer krank. Während des gleichen Unwetters erfährt Kaufmann durch den Zettel im Baum, den er zufällig findet, von dem Geheimnis der Abstammung Hitlers. Als er es seinem Vater sagt, will dieser, dass Adolf ihm erzählt, wer den Zettel geschrieben hat, stirbt aber kurz darauf. Er gibt vor seinem Tod noch seinem Mitstreiter Gerhard Mische Bescheid, doch auch dieser kann nicht erfahren, wer den Zettel geschrieben hat, und schickt Adolf Kaufmann nach Deutschland auf die AHS.
Währenddessen kommen die Dokumente von Isao per Post an eine Gruppe japanischer Oppositioneller, zu denen auch Isaos ehemalige Lehrerin Frau Ogi gehört. Bei einer Razzia muss sie mit den Dokumenten flüchten und trifft Sohei in ihrer Wohnung. Er liest die Dokumente und erkennt ihre Brisanz. Sie werden ihm überlassen, doch wird er nun von der japanischen Geheimpolizei verfolgt, die glaubt, er habe Informationen über die Opposition erhalten. Auf der Flucht trifft er Frau Kaufmann und leiht sich von ihr Geld für die Zugfahrt. Nachdem er ihr das Geld wiedergegeben hat, wird er von der Geheimpolizei verhaftet und von Kommissar Akabane gefoltert. Jedoch kommt er frei, weil Oberst Honda auf Drängen von Frau Kaufmann für ihn gebürgt hat. Nun wird er jedoch von mehreren ausländischen Agenten bedrängt, ihnen die Dokumente zu übergeben. Zudem verliert er seine Stelle bei der Nachrichtenagentur kyogo und findet kaum Arbeit, sodass er auf der Straße leben muss. Als er Kommissar Akabane wieder trifft kommt es zum Kampf, bei dem es Akabane gelingt die Dokumente an sich zu reißen. Jedoch stürzt er auf einen Nagel, der sich in seinen Kopf bohrt und fällt in einen von ihm selbst angezündeten Müllhaufen. Toge wird wegen Brandstiftung verhaftet.
Zu dieser Zeit lebt sich Adolf Kaufmann auf der Adolf Hitler Schule ein. Er ist ein so guter Schüler, dass er bei einem Besuch Hitlers von diesem eine Medaille verliehen bekommt.
In Japan glaubt ein Kommissar bei der Polizei den Aussagen Toges und will ihm helfen, die Dokumente zu finden und lässt ihn bei sich und seiner Tochter Mieko wohnen. Die Suche nach Akabane führt sie zuerst zur Wohnung von Frau Ogi und dann zu ihrem Heimatort. Doch kommt auch Lampe von der Gestapo nach Japan, um die Dokumente persönlich zu suchen. Er besucht Frau Kaufmann, die gesteht Toge zu lieben, aber sonst nichts mit ihm zu tun zu haben. Auf einer Insel im Meer, wohin der Bruder von Frau Ogi sie und Kommissar Akabane verschleppt hat, treffen sie nun auch auf Lampe. Während des Kampfes gehen die Papiere scheinbar verloren und alle außer Toge sterben.
In der folgenden Zeit wird Toge von der Besitzerin einer Bar an der Küste gesund gepflegt. Doch bald taucht Lampe wieder auf, der die Ereignisse auf der Insel ebenso überlebt hat und nun Toge töten will. Als er nach einem Kampf mit ihm verhaftet und als Zeuge zur Polizei geführt wird, trifft er auch Frau Ogi wieder, die die Dokumente hatte retten können. In der folgenden Zeit wohnt Sohei Toge bei Mieko, der Tochter des gestorbenen Kommissars.
Währenddessen gibt Frau Ogi die Dokumente an Adolf Kamil weiter, da dieser als Deutscher nicht überwacht wird. Er will sie daraufhin seinem Vater zeigen, doch dieser reist noch am selben Tag nach Litauen ab, um dort Juden zur Flucht nach Kobe zu helfen. In Litauen aber wird sein Ausweis gestohlen, sodass er verhaftet und nach Deutschland deportiert wird. Adolf Kaufmann verliebt sich zu dieser Zeit in ein jüdisches Mädchen, Elisa, und muss daraufhin als Beweis seiner Loyalität zu den Nazis zwei Juden aus dem Konzentrationslager, darunter Adolf Kamils Vater, erschießen. Bald darauf verhilft er dennoch dem Mädchen zur Flucht nach Kobe.
Nachdem Adolf Kamil später während einer Zugfahrt einen chinesischen Spion fasst, wird er von Hitler ausgezeichnet und soll nun als sein persönlicher Sekretär im Berghof ausgebildet werden. Dadurch ist er viel in der Umgebung von Hitler und erfährt eines Tages, dass Hitler jüdischer Abstammung ist.
Zu dieser Zeit kommt Elisa in Kobe an und wohnt bei den Kamils. Bald darauf wird deren Wohnung von Deutschen nach den Dokumenten durchsucht, woraufhin Adolf Kamil und Frau Ogi beschließen, diese dem kommunistischen Widerstand zu überlassen. Jedoch finden sie ihren Kontaktmann erhängt und der einzige weitere Hinweis weist auf die 1936 ermordete Geisha Kinuko.
Nachforschungen führen die beiden dann zu dem jungen Yoshio Honda, der Mitglied des Spionageringes um Richard Sorge ist und Sohn eines japanischen Oberst. Nach einem Streit und dem Angriff eines betrunkenen Soldaten auf Adolf bringt Yoshio ihn zu sich nach Hause. Auch dort streitet Yoshio jede Verbindung zum Untergrund ab.
In Kobe wird Adolf Kamil Mitglied des Bäckereiverbandes und für die Rettung bei Luftangriffen im Viertel zuständig. Trotz der Rationalisierung läuft die Bäckerei gut und Adolf und Elisa wollen bald heiraten. Plötzlich taucht Yoshio Honda auf und gibt seine Verbindung zum Untergrund zu, sodass ihm Adolf die Dokumente zur Veröffentlichung überlässt. Bei einem Treffen mit Toge stimmt auch dieser der Übergabe der Dokumente an die Kommunisten zu. Zur Sicherheit vergräbt Yoshio diese vorerst im Garten.
Bald darauf jedoch wird Richard Sorge verhaftet und der Spionagering fliegt auf. Daraufhin wird Yoshio von seinem Vater erschossen und der Mord als Selbstmord dargestellt, da die Ehre der Familie gewahrt bleiben soll. Bei der Beerdigung von Yoshio treffen Isao Toge und Frau Kaufmann sich wieder und beschließen gemeinsam ein deutsches Restaurant zu betreiben. Währenddessen kommen sie sich auch persönlich immer näher. Doch haben sie Probleme mit den Behörden, da im Krieg der Luxus verpönt wird.
Zur selben Zeit hat Adolf Kaufmann in Deutschland Karriere gemacht und ist bereits mit 20 Oberleutnant der SD. Nun will ihn Lampe nach Japan schicken, um die Dokumente zu besorgen. Dann wird er jedoch verdächtigt, an der Verschwörung um Stauffenberg beteiligt gewesen zu sein. Nachdem Lampe ihm geholfen hat den Verdächtigungen zu entkommen, ist er an der Jagd nach den Verschwörern beteiligt. Nachdem er sich aber weigerte, Generalfeldmarschall Rommel wegen Beteiligung an der Verschwörung zu erschießen, wird er zum Transport der Juden nach Warschau versetzt. Dort erlebt er die grausame Behandlung der Deportierten und erfährt vom Tod Rommels. Als Lampe ihm nun erneut das Angebot macht, nach Japan zu reisen und dort Sohei Toge die Dokumente abzunehmen, stimmt er zu und reist in einem U-Boot über die Arktis nach Japan.
Dort angekommen wird er mit dem Verlobung seiner Mutter und Toge sowie von Adolf Kamil und Elisa konfrontiert. Es gelingt ihm nicht Toge die Dokumente mit Gewalt abzunehmen. Später vergewaltigt er Elisa, da er glaubt, so Adolf Kamil von einer Heirat abzubringen. In einem darauf folgenden Streit zwischen beiden Adolfs spricht Kamil auch von dem Dokument, beide prügeln sich. Als Frau Kaufmann dazwischengeht, kommt es dazu, dass sich Adolf Kaufmann von seiner Mutter lossagt und fortgeht.
Bald darauf jedoch entführt Kaufmann Frau Ogi und Kamil sowie Sohei Toge, um von ihnen den Aufenthaltsort der Dokumente zu erpressen. Während der Folter erzählt Kamil, dass er die Dokumente an den Sohn von Oberst Honda weitergegeben hat. Kurz nachdem Kaufmann das Haus verlässt, schlägt dort eine Bombe ein und Toge, Kamil und Frau Ogi können fliehen. Bei dem Bombardement kommt auch Kamils Mutter um, Sohei wird taub.
Als eines Tages auch das Haus von Sohei und Frau Kaufmann bombardiert wird, wird diese im Bunker schwer verletzt. Toge bringt sie schnell ins Krankenhaus, zumal sie schwanger ist. Als er Oberst Honda um Hilfe bitten will, damit Frau Kaufmann eine bessere Pflege bekommen kann, trifft er vor dessen Haus Adolf Kaufmann. Nach der Untersuchung des Grundstücks der Hondas werden die Dokumente gefunden, doch wird Adolf im Moment darauf die Nachricht der Kapitulation Deutschlands überbracht. Nach diesem Vorfall kann Toge Frau Kaufmann in ein Militärkrankenhaus bringen lassen. Dort hält sie die Schwangerschaft durch und bringt das Kind zur Welt, doch stirbt sie nach der Geburt.
Jahre später irrt Adolf Kaufmann in Palästina umher. Dort schließt er sich Palästinensern an, die gegen Israel kämpfen. Zehn Jahre später ist er mit einer Palästinenserin verheiratet und hat ein Kind. Doch diese werden bei einem Angriff der israelischen Armee getötet, der unter Befehl von Adolf Kamil stand. Bald treffen sich die beiden Adolfs erneut und in einem Zweikampf tötet Kamil Adolf Kaufmann.

## Entstehung
Osamu Tezuka kam die Idee, einen Manga über Hitlers mögliche jüdische Abstammung zu verfassen, als er eine Zeitungsnotiz über diese Theorie gelesen hatte. Ebenso inspirierte ihn die Biografie Richard Sorges, eines sowjetischen Spions in Japan im Zweiten Weltkrieg. Im Manga gibt es eine Szene, in der Sorge die geheimen Dokumente nach Moskau bringen soll; die Spionage Sorges wird jedoch vorher durch die japanische Geheimpolizei aufgedeckt.

## Veröffentlichungen
Der Manga erschien in Japan vom 6. Januar 1983 bis zum 30. Mai 1985 als Serie in der Wochenzeitschrift Shūkan Bunshun. Tezuka hatte zu dieser Zeit gesundheitliche Probleme und konnte die in Shūkan Bunshun veröffentlichten je zehnseitigen Episoden oft zeichnerisch nicht so fertigstellen, wie er es eigentlich gewollt hatte. Er verbesserte sie später für eine Buchveröffentlichung. Der Verlag Bungeishunjū brachte die in der Zeitschrift veröffentlichten Episoden auch in Form von vier Hardcover-Bänden heraus. Später erschien die Serie auch in Taschenbuch- und Bunkoban-Format. In diesen Neuauflagen teilte man die Episoden nicht auf vier, sondern auf fünf Bände auf.
Adolf wurde in mehrere Sprachen übersetzt. Von 1995 bis 1997 kam eine fünfbändige, englische Übersetzung in Nordamerika bei Viz heraus; 1998 eine vierbändige Fassung in Frankreich bei Tonkam. Es folgten Veröffentlichungen in Taiwan, Italien, Spanien, Brasilien und Deutschland.
Letztere erschien zwischen November 2005 und März 2007 in fünf Bänden im Carlsen Verlag. Um den Manga nach westlichen Gewohnheiten von links nach rechts lesen zu können, wurden die Seiten in der deutschen Ausgabe gespiegelt. Um jedoch historische Genauigkeiten, wie den Hitlergruß mit rechter Hand oder Armbinden, korrekt wiederzugeben, wurden einzelne Bilder nicht gespiegelt. Ähnlich wurde auch schon bei Barfuß durch Hiroshima von Keiji Nakazawa, das ebenfalls bei Carlsen erschienen ist, vorgegangen. Die Anpassung der Leserichtung war nach Aussage des Verlags ratsam, da auch viele ältere Leser, die mit der japanischen Leserichtung nicht vertraut seien, für das Werk gewonnen werden sollten. Dagegen erscheinen die meisten Mangas bei Carlsen heute in japanischer Leserichtung. Eine Neuauflage in drei Bänden wird von Carlsen seit April 2022 als Die Geschichte der 3 Adolfs veröffentlicht.

## Stil
Osamu Tezuka beschäftigte sich in den 1980er Jahren viel mit Biografien und Dokumentationen über historische Persönlichkeiten und Vorfälle. So zeichnete er unter anderem eine Biografie Ludwig van Beethovens in Comicform. Mit Adolf griff er den Nationalsozialismus im Zweiten Weltkrieg auf und stellte fiktive Figuren in diesen historischen Rahmen. Das Werk ist im Vergleich zu Tezukas restlichem Werk ernsthafter, weniger karikaturistisch gehalten und realistischer gezeichnet. Dies geschah auf Anraten des Chefredakteurs der Zeitschrift Shūkan Bunshun, in der Adolf erschien.
Bei seinem Werk Hi no Tori beispielsweise experimentierte Tezuka stark mit der Aufteilung der Panels, hier verzichtete er darauf. Da der Manga in nur zehnseitigen Episoden veröffentlicht wurde, entschied der Zeichner sich für eine konventionelle Seitenaufteilung. Diese Aufteilung mache das Lesen für einen Nicht-Japaner einfacher, so Frederik L. Schodt.

### Darstellung Hitlers und des Nationalsozialismus
Tezuka stellte in Adolf die Person Hitlers nicht das erste Mal dar. In frühen Werken wie Astro Boy zeichnete er oft Figuren, die eine vor allem wegen ihres Bartes offensichtliche Ähnlichkeit zu Adolf Hitler aufweisen. Diese Figuren waren Anführer von Bösewichten. Auch ließ Tezuka in Comics wie etwa Big X Menschen, die ein Hakenkreuz-Abzeichen tragen, auftreten. Das Hakenkreuz stand hier nicht für eine politische Überzeugung, sondern, so Susanne Phillipps, „für das Böse schlechthin.“
Hitler, der in dem Comic eine Nebenfigur ist, wird sowohl als öffentliche Person als auch als launische Privatperson gezeigt. Seine öffentlichen Auftritte, die sich an die Propaganda zur Zeit des Nationalsozialismus und an die Filme von Leni Riefenstahl halten, dienen dazu, um die Figur Hitlers zu karikieren, angelehnt an Charlie Chaplins Der große Diktator (1940). Susanne Phillipps führt dazu aus: „Wie sich die Figur Hynkel im Film zuckend und unkontrolliert bewegt, hält Tezuka Hitler parodistisch überzeichnet in zunächst ausladenden Gesten, dann in verzerrten Körperproportionen fest.“ Oft wird Hitler aus der Sicht Adolf Kaufmanns gezeichnet. Kaufmann respektiert ihn, ist von seiner Macht fasziniert und so von der Propaganda beeinflusst, dass er ihn anhimmelt. Später ängstigt sich Kaufmann vor Hitlers schnell schwankenden Launen und bezweifelt einige seiner Ansichten und Entscheidungen. Nach dem Attentat vom 20. Juli 1944 sieht er Hitler als paranoid an.
Die nationalsozialistische Denkweise stellt der Zeichner negativ dar. Susanne Phillipps dazu: „Tezuka zeichnet die NS-Ideologie – generell alle Ideologien – als für Kinder unverständlich und unterstreicht so, daß ihnen jede logisch begründbare Basis fehlt.“

## Rezeption
Adolf wurde in Japan von der zeitgenössischen Kritik im Vergleich zu anderen Werken Tezukas (wie etwa Hi no Tori) weniger geschätzt und wurde kein herausragender Erfolg. Allerdings war der Manga einer der ersten Comics, die in vielen Buchhandlungen Japans nicht in der Comic-, sondern in der Belletristik-Abteilung verkauft wurden. Zudem gewann Tezuka für dieses Werk 1986 den Kōdansha-Manga-Preis in der Kategorie „Allgemeines“.
Viele europäische Kritiker hoben den Manga positiv hervor. So sprach Jens Balzer in der Berliner Zeitung von Tezukas ehrgeizigstem und bestem Werk. Es sei „eine Geschichte vom Erwachsenwerden, von enttäuschter Liebe und verlorener Freundschaft, und ein sorgfältig recherchierter Historien-Comic, in dem die Katastrophe des Zweiten Weltkriegs zugleich aus japanischer und aus deutscher Perspektive erscheint.“ In der Netzeitung schrieb man, Adolf sei ein „überaus spannende[r] Spionagethriller“.
Christian Gasser meinte in der Neuen Zürcher Zeitung dagegen, das „pazifistische Manga-Epos“ überzeuge nicht durchwegs. Wegen der großen Anzahl an Figuren seien vor allem die negativ gezeichneten Personen klischeehaft dargestellt und das Schicksal der Dokumente um Hitlers Abstammung sei auf die Dauer nicht glaubwürdig. Außerdem wirke „die Verknüpfung der verschiedenen Handlungsstränge [...] bisweilen erzwungen und von zu grossen Zufällen abhängig“. Ähnlich kritisierte Susanne Phillipps das Werk. Es sei „sehr unausgewogen“ und gleite „an manchen Stellen – besonders bei Szenen der Jagd nach Geheimdokumenten – auf das Niveau einer einfachen Abenteuererzählung ab.“
Phillipps bemängelte auch, dass Tezuka nicht komplett auf witzige Einschübe verzichte. Diese erschienen in seinen anderen geschichtlichen Werken zwar passend, aber seien „bei dem schwierigen und komplexen Thema Nationalsozialismus in ihrer unbedarften Art [...] unangebracht.“ Frederik L. Schodt griff den Kritikpunkt auch auf und meinte, dass der gelegentliche Einsatz von Gags zwar manche Leser verwirren könne, aber: „Wenn jedoch die Geschichte in ihrer Gänze gelesen wird, wird klar, dass Tezuka nur das Manga-Medium benutzt hat, um einen komplexen dostojewskischen Roman mit einer wahrhaft globalen Sichtweise zu schaffen.“
Während der Manga in Japan oft für seine geschichtliche Genauigkeit gelobt wurde, nahmen einige europäische Kritiker vor allem am historischen Hintergrund der Erzählung Anstoß. Gasser merkt dazu an: „Dass es unmöglich war, die wahre Abstammung Hitlers in Japan publik zu machen, ist nachvollziehbar – dass es bis zum Ende Hitlers aber keine Möglichkeit gegeben haben soll, die Papiere einem ausländischen Reporter oder Diplomaten zu übergeben, ist fraglich.“ Jan-Frederik Bandel kritisierte im Zuender, einem Netzmagazin der Zeit, generell die Theorie über Hitlers jüdische Abstammung. „Auf den Gedanken, hier nach historischer Plausibilität zu fragen, oder irgendeine Form literarisch-politischer Aufklärungsabsicht zu vermuten, wird man schwerlich kommen.“

## Radio-Hörspiel
Eine Radiostation des Fernsehsenders Tokyo Broadcasting System übertrug im Frühjahr 1993 eine dramatisierte, drei Stunden dauernde Hörspiel-Version der Geschichte.